# St-Germain-d’Auxerre (Bligny-sur-Ouche)

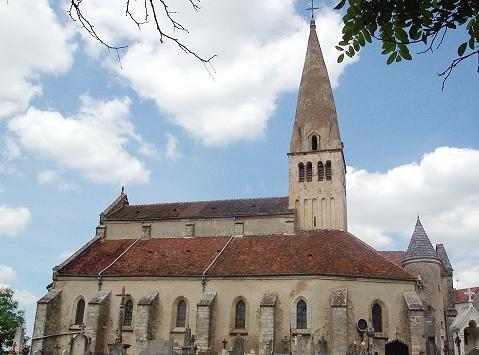
Bligny-sur-Ouche

Saint-Germain-d’Auxerre in Bligny-sur-Ouche (Département Côte-d’Or, Region Bourgogne-Franche-Comté) ist eine im Kern romanische Kirche.
Sie war ursprünglich Kapelle der 1478 auf Befehl Ludwigs XI. zerstörten Burg. Der heutige Bau geht auf eine wahrscheinlich Ende des 11. Jahrhunderts anstelle eines bis in merowingische Zeit zurückreichenden Vorgängerbaus errichtete Kirche zurück, von der sich der Turm mit Blendbögen und Schallarkaden (vgl. Chapaize) sowie Teile des Langhauses erhalten haben. Die Seitenschiffe mit schmalen Lanzettfenstern sind im frühen 13. Jahrhundert ergänzt worden. Der steinerne Turmhelm wurde im 15. Jahrhundert aufgesetzt und die drei Apsiden an der Westseite sind Zutaten des 19. Jahrhunderts. Der heutige Eingang befindet sich an der Ostseite des rechteckigen Chores. Das Fehlen von Obergadenfenstern und der rechteckige Chor erinnern an Bard-le-Régulier und somit an die zisterziensische Bauweise von Fontenay.

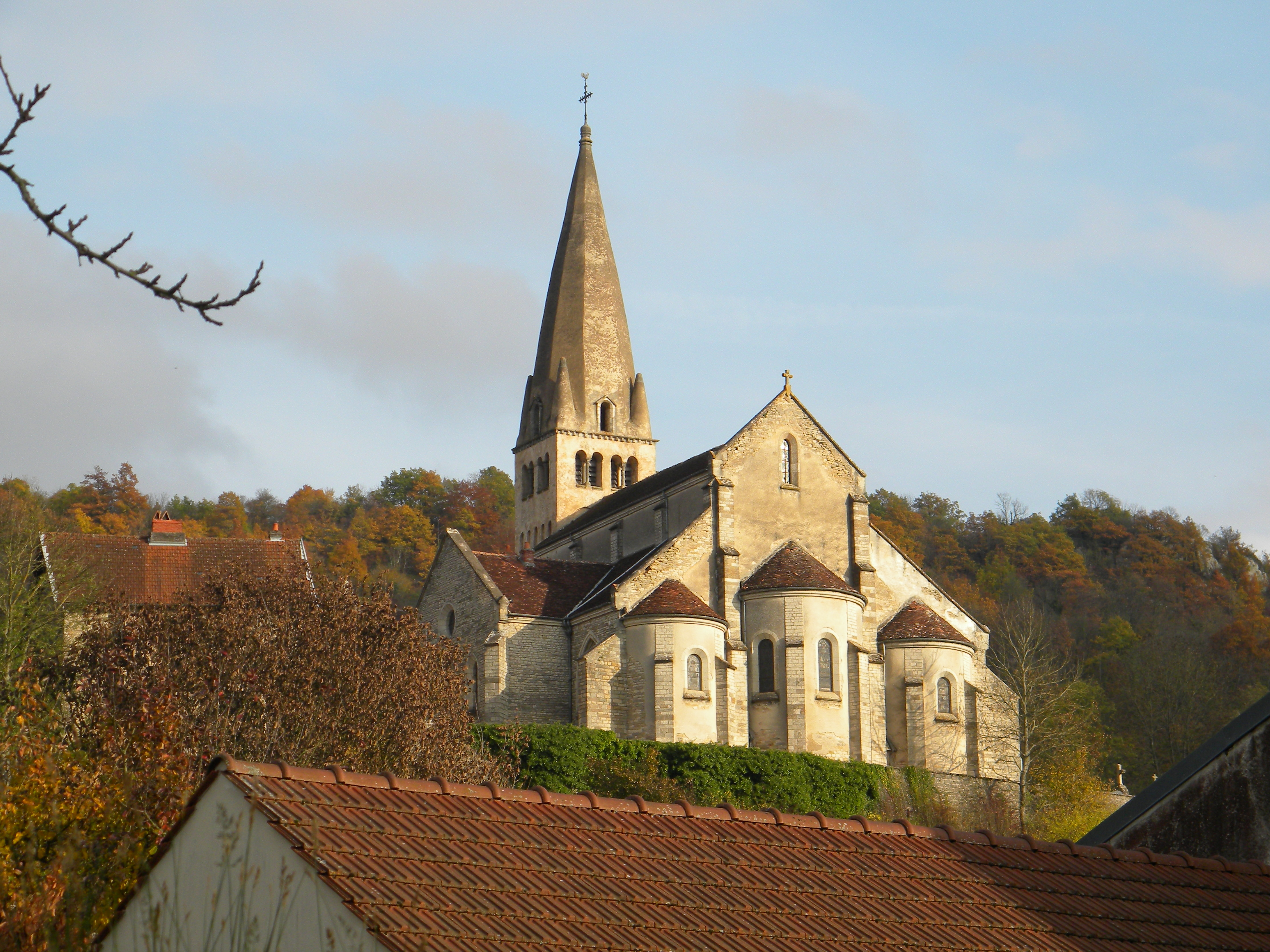
Westseite mit Apsiden
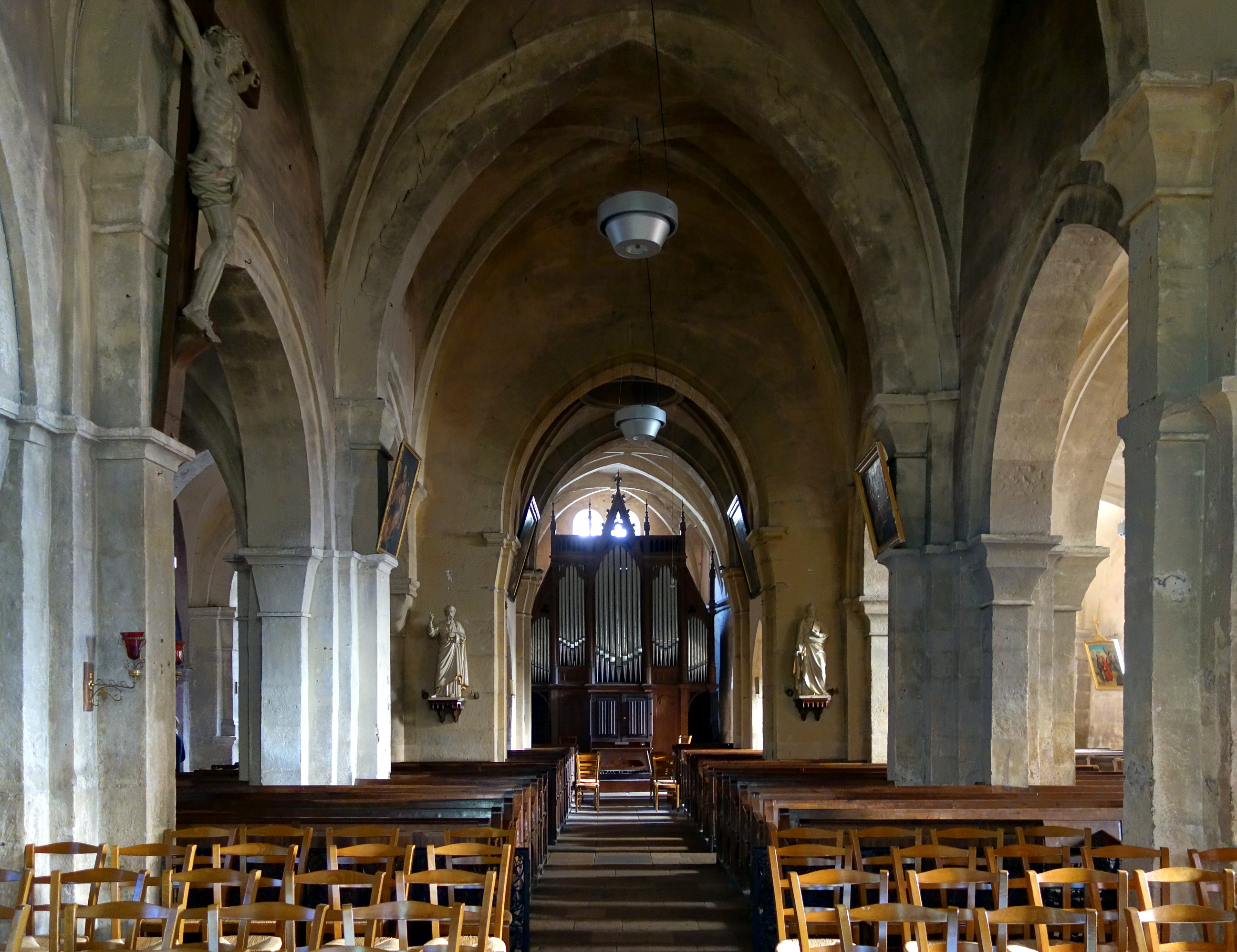
Mittelschiff mit Blick zur Orgel